# Chigné
Chigné est une ancienne commune française située dans le département de Maine-et-Loire, en région Pays de la Loire. Le 15 décembre 2016, la commune devient une commune déléguée au sein de la commune nouvelle de Noyant-Villages.
Cette commune rurale se situe dans le Baugeois, au nord de la ville de Noyant, en limite du département de la Sarthe.

## Géographie

### Localisation
Ce village angevin de l'ouest de la France se situe dans l'est du Baugeois, sur la route D 138 entre Broc (6 km) et Genneteil (3 km). Baugé se trouve à 15 km et Saumur à 38 km,. Son territoire est essentiellement rural.
Le Baugeois est la partie nord-est du département de Maine-et-Loire. Elle est délimitée au sud par la vallée de l'Authion et celle de la Loire, et à l'ouest par la vallée de la Sarthe.

### Aux alentours
Les communes les plus proches sont Genneteil (3 km), Savigné-sous-le-Lude (5 km), Dissé-sous-le-Lude (6 km), Broc (6 km), Chavaignes (6 km), Chalonnes-sous-le-Lude (7 km), Dénezé-sous-le-Lude (7 km), Auverse (8 km), Lasse (8 km) et Noyant (8 km).

### Géologie et relief
L'altitude de la commune varie de 47 à 86 mètres, pour une altitude moyenne de 78 mètres, et son territoire s'étend sur plus de 25 km2 (2 522 hectares).
Chigné se situe sur un haut plateau, sur l'unité paysagère du Plateau du Baugeois. Le relief du Baugeois est principalement constitué d'un plateau, aux terrains sablonneux, siliceux ou calcaires, caractérisés par de larges affleurements sédimentaires, crétacés, sables et calcaires aux teintes claires.
Une partie de la commune est classée en zone naturelle d'intérêt écologique, floristique et faunistique (ZNIEFF), pour les zones du Perchard, de la vallée de la Marconne, du vallon humide en forêt de Bareilles, et de la forêt de Bareilles, forêt privée, constituée de chênes, hêtres et charmes.

### Hydrographie
Le territoire de la commune est traversé par la rivière la Marconne.

### Climat
Le climat angevin est tempéré, de type océanique. Il est particulièrement doux, compte tenu de sa situation entre les influences océaniques et continentales. Généralement les hivers sont pluvieux, les gelées rares et les étés ensoleillés. Le climat du Baugeois est plus continental : plus sec et chaud l'été.

## Urbanisme
Morphologie urbaine : le village s'inscrit dans un territoire essentiellement rural.
En 2009 on trouve 177 logements sur la commune de Chigné, dont 67 % sont des résidences principales, pour une moyenne sur le département de 91 %, et dont 75 % des ménages en sont propriétaires. En 2013, on y trouve 173 logements, dont 71 % sont des résidences principales, pour une moyenne sur le département de 90 %, et dont 78 % des ménages en sont propriétaires.

## Toponymie
Formes anciennes du nom : Ecclesiam de Chigniaco en 1149, Chaigné en 1445, pour devenir ensuite Chigné.
Origine du nom : vient du nom d'homme latin Canius, suivi du suffixe -acus.
Nom des habitants : les Chignois.

## Histoire

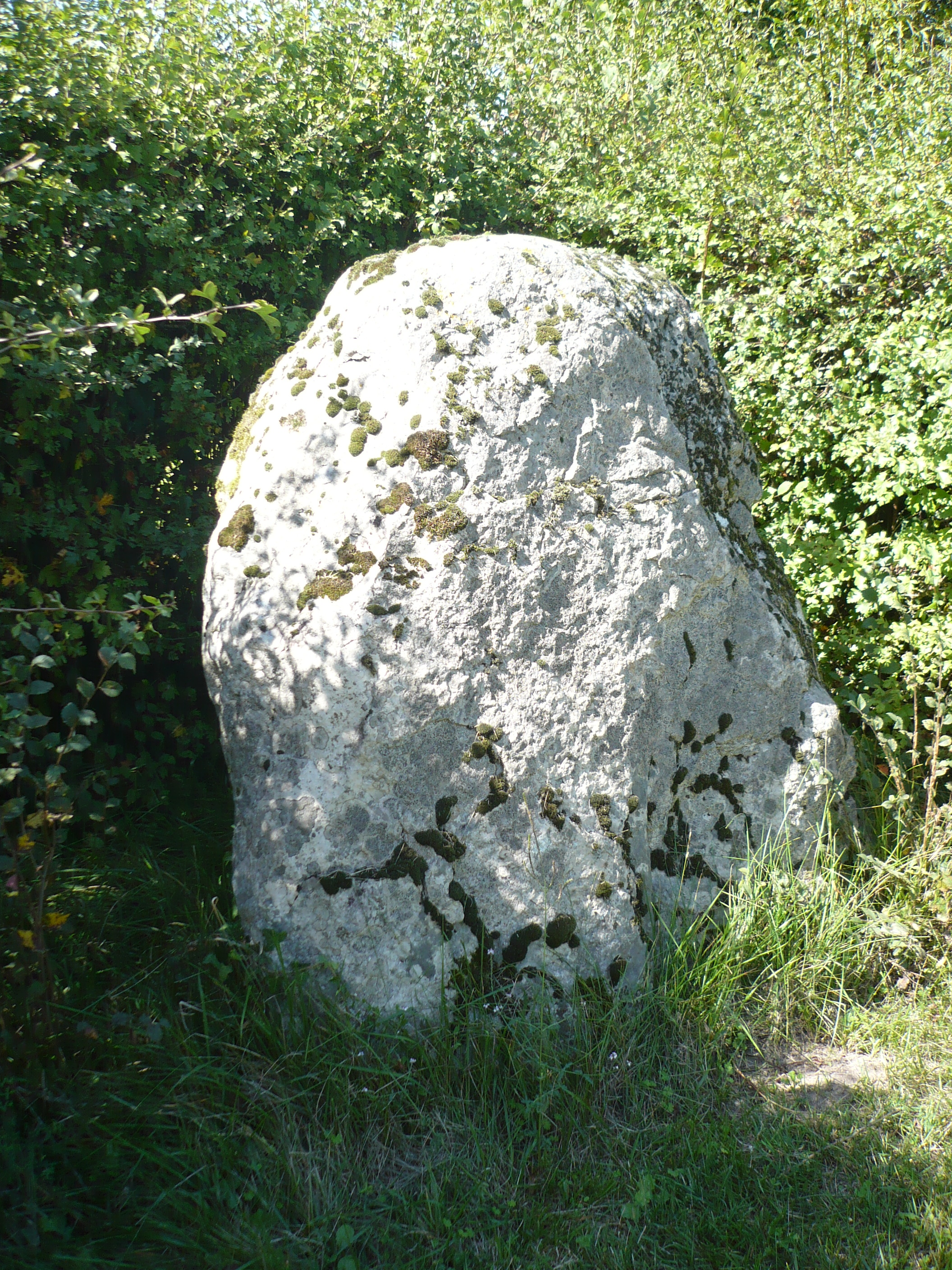
Menhir de l'Aurière.

### Préhistoire
Sur la commune, en limite de celle de Broc, on trouve un site mégalithique, le menhir et le dolmen de L'Aurière (ou Lorrière). Le dolmen est de forme de base avec un tablier unique reposant sur quelques piliers, quasi-carré voir rectangulaire.

### Moyen Âge
La paroisse est constituée avant le XIe siècle, date de l'église, qui appartient au début du XIIe siècle à l'évêque d'Angers.
Au Moyen Âge la paroisse relève de la baronnie de La Flèche.

### Ancien Régime
Au XVIe siècle, Mathurin Ier de Rougé des Rues est châtelain de Chigné.
Sous l'Ancien Régime, Chigné dépend pour partie de la sénéchaussée angevine de Baugé, et pour une autre de celle de La Flèche. La paroisse relève du diocèse d'Angers et de l'archiprêtré du Lude.

### Époque contemporaine
À la réorganisation administrative qui suit la Révolution, la commune est rattachée en 1790 au canton de Genneteil puis au canton de Noyant. Il est intégré au district de Baugé, puis en 1800 à l'arrondissement de Baugé, et à sa disparition en 1926, à l'arrondissement de Saumur.
Pendant la Première Guerre mondiale, 27 habitants perdent la vie. Lors de la Seconde Guerre mondiale, aucun habitant n'est tué.
Un rapprochement intervient en 2016. Le 15 décembre, les communes de Auverse, Broc, Breil, Chalonnes-sous-le-Lude, Chavaignes, Chigné, Dénezé-sous-le-Lude, Genneteil, Lasse, Linières-Bouton, Meigné-le-Vicomte, Méon, Noyant et Parçay-les-Pins, s'associent pour former la commune nouvelle de Noyant-Villages. Chigné en devient une commune déléguée.

## Politique et administration

### Administration municipale

#### Administration actuelle
Depuis le 15 décembre 2016, Chigné constitue une commune déléguée au sein de la commune nouvelle de Noyant-Villages et dispose d'un maire délégué.
| Période                                  | Période  | Identité           | Étiquette | Qualité |
| ---------------------------------------- | -------- | ------------------ | --------- | ------- |
| décembre 2016                            | mai 2020 | Pascal Louis       |           |         |
| mai 2020                                 | en cours | Nathalie Boutruche |           |         |
| Les données manquantes sont à compléter. |          |                    |           |         |

#### Administration ancienne
La commune est créée à la Révolution. Municipalité en 1790. Le conseil municipal est composé de 11 élus.
| Période                                  | Période       | Identité             | Étiquette | Qualité     |
| ---------------------------------------- | ------------- | -------------------- | --------- | ----------- |
| 1800                                     |               | Jean Perroux         |           |             |
| 1815                                     |               | Urbain Bouschet      |           |             |
| 1823                                     |               | Pierre Lebouc        |           |             |
| 1826                                     |               | Jean Chevallier      |           |             |
| 1834                                     |               | Julien Grosbois      |           |             |
| 1841                                     |               | Jean Virfollet       |           |             |
| 1856                                     |               | Lebouc               |           |             |
| 1870                                     |               | Augustin Virfollet   |           |             |
| 1878                                     |               | Eugène Bineteau      |           |             |
| 1881                                     |               | Jacques Bordeau      |           |             |
| 1888                                     |               | Jean Bordeau         |           |             |
| 1892                                     |               | Louis Bordeau        |           |             |
| 1912                                     |               | Henri Barais         |           |             |
| 1919                                     |               | Jules Bellœuvre      |           |             |
| 1935                                     |               | Jean-Baptiste Mingot |           |             |
| mai 1945                                 |               | Pierre Frette        |           |             |
| octobre 1947                             |               | Georges Chaumin      |           |             |
| mars 1959                                |               | Auguste Marteau      |           |             |
| mars 1965                                | 2001          | Claude Amis          |           | Agriculteur |
| mars 2001                                | décembre 2016 | Pascal Louis,        |           | Agriculteur |
| Les données manquantes sont à compléter. |               |                      |           |             |

### Jumelages
La commune ne comporte pas de jumelage.

### Ancienne situation administrative

#### Intercommunalité
La commune fait partie jusqu'en 2016 de la communauté de communes canton de Noyant. Créée en 2000, cette structure intercommunale regroupe les quinze communes du canton, dont Broc, Chavaignes et Genneteil,. L'intercommunalité est dissoute le 15 décembre 2016.
La communauté de communes est jusqu'alors membre du Pays des Vallées d'Anjou, structure administrative d'aménagement du territoire comprenant six communautés de communes : Beaufort-en-Anjou, Canton de Baugé, Canton de Noyant, Loir-et-Sarthe, Loire Longué et Portes-de-l'Anjou.
La commune fait également partie du SICTOD Nord Est Anjou, membre du SIVERT, syndicat intercommunal de valorisation et de recyclage thermique des déchets de l'Est Anjou qui se trouve à Lasse, et du SIVU AEP de la région de Noyant pour le traitement de l'eau potable.

#### Autres circonscriptions
Jusqu'en 2014, Chigné fait partie du canton de Noyant et de l'arrondissement de Saumur. Ce canton compte alors les quinze mêmes communes que celles de la communauté de communes. Dans le cadre de la réforme territoriale, un nouveau découpage territorial pour le département de Maine-et-Loire est défini par le décret du 26 février 2014. La commune est alors rattachée au canton de Beaufort-en-Vallée, avec une entrée en vigueur au renouvellement des assemblées départementales de 2015.
La commune est dans la troisième circonscription de Maine-et-Loire, composée de huit cantons, dont Baugé et Longué-Jumelles. Cette circonscription de Maine-et-Loire est l'une des sept circonscriptions législatives que compte le département.

## Population et société

### Démographie

#### Évolution démographique
L'évolution du nombre d'habitants est connue à travers les recensements de la population effectués dans la commune depuis 1793. À partir du 1er janvier 2009, les populations légales des communes sont publiées annuellement dans le cadre d'un recensement qui repose désormais sur une collecte d'information annuelle, concernant successivement tous les territoires communaux au cours d'une période de cinq ans. 
Pour les communes de moins de 10 000 habitants, une enquête de recensement portant sur toute la population est réalisée tous les cinq ans, les populations légales des années intermédiaires étant quant à elles estimées par interpolation ou extrapolation. Pour la commune, le premier recensement exhaustif entrant dans le cadre du nouveau dispositif a été réalisé en 2004,.
En 2014, la commune comptait 312 habitants, en évolution de +2,97 % par rapport à 2009 (Maine-et-Loire : +3,3 %, France hors Mayotte : +2,49 %).
| 1793 | 1800 | 1806 | 1821 | 1831 | 1836 | 1841 | 1846 | 1851 |
| ---- | ---- | ---- | ---- | ---- | ---- | ---- | ---- | ---- |
| 655  | 569  | 702  | 729  | 740  | 735  | 736  | 680  | 684  |

| 1856 | 1861 | 1866 | 1872 | 1876 | 1881 | 1886 | 1891 | 1896 |
| ---- | ---- | ---- | ---- | ---- | ---- | ---- | ---- | ---- |
| 662  | 718  | 730  | 680  | 685  | 669  | 647  | 663  | 677  |

| 1901 | 1906 | 1911 | 1921 | 1926 | 1931 | 1936 | 1946 | 1954 |
| ---- | ---- | ---- | ---- | ---- | ---- | ---- | ---- | ---- |
| 678  | 674  | 683  | 659  | 676  | 661  | 620  | 550  | 522  |

| 1962 | 1968 | 1975 | 1982 | 1990 | 1999 | 2004 | 2009 | 2014 |
| ---- | ---- | ---- | ---- | ---- | ---- | ---- | ---- | ---- |
| 489  | 448  | 363  | 296  | 302  | 271  | 295  | 303  | 312  |

#### Pyramide des âges
La population de la commune est relativement âgée. Le taux de personnes d'un âge supérieur à 60 ans (23,1 %) est en effet supérieur au taux national (21,6 %) et au taux départemental (21 %). Contrairement aux répartitions nationale et départementale, la population masculine de la commune est supérieure à la population féminine (53,8 % contre 48,4 % au niveau national et 48,6 % au niveau départemental).
| Hommes | Classe d’âge | Femmes |
| ------ | ------------ | ------ |
| 0,0    | 90 ans ou +  | 0,0    |
| 6,1    | 75 à 89 ans  | 6,4    |
| 16,6   | 60 à 74 ans  | 17,1   |
| 20,9   | 45 à 59 ans  | 22,1   |
| 21,5   | 30 à 44 ans  | 22,1   |
| 12,9   | 15 à 29 ans  | 12,1   |
| 22,1   | 0 à 14 ans   | 20,0   |

| Hommes | Classe d’âge | Femmes |
| ------ | ------------ | ------ |
| 0,4    | 90 ans ou +  | 1,2    |
| 6,3    | 75 à 89 ans  | 9,2    |
| 11,8   | 60 à 74 ans  | 13,0   |
| 19,9   | 45 à 59 ans  | 19,4   |
| 20,6   | 30 à 44 ans  | 19,5   |
| 20,3   | 15 à 29 ans  | 19,1   |
| 20,6   | 0 à 14 ans   | 18,6   |

### Vie locale
Services publics présents dans la commune : mairie, école maternelle. Située dans l'académie de Nantes, un regroupement pédagogique intercommunal a été créé en 1973 avec les communes de Broc, Genneteil et Chalonnes-sous-le-Lude (RPI). Pour les autres services publics, il faut se rendre à Noyant.
Sur la commune on pratique la boule de fort.
L'hôpital local le plus proche se trouve à Baugé (95 places) ainsi que plusieurs maisons de retraite.
La collecte des déchets ménagers (tri sélectif) est organisée par la Communauté de Communes du canton de Noyant.

## Économie

### Tissu économique
Commune principalement agricole, en 2009, sur les 25 établissements présents dans la commune, 54 % relèvent du secteur de l'agriculture (pour 18 % sur le département). L'année suivante, en 2010, sur 32 établissements présents dans la commune, 53 % relèvent du secteur de l'agriculture (pour une moyenne de 17 % sur le département), 3 % du secteur de l'industrie, 9 % du secteur de la construction, 25 % de celui du commerce et des services et 9 % du secteur de l'administration et de la santé.
Sur 29 établissements présents dans la commune à fin 2013, 38 % relèvent du secteur de l'agriculture (pour une moyenne de 12 % sur le département), 7 % du secteur de l'industrie, 10 % du secteur de la construction, 35 % de celui du commerce et des services et 10 % du secteur de l'administration et de la santé.
Un seul commerce est présent sur Chigné, regroupant les activités de bar, restaurant, dépôt de pain et articles de pêche.

### Agriculture
Liste des appellations présentes sur le territoire :
- IGP Bœuf du Maine, IGP Porc de la Sarthe, IGP Volailles de Loué, IGP Volailles du Maine, IGP Œufs de Loué,
- IGP Cidre de Bretagne ou Cidre breton.

## Culture locale et patrimoine

### Lieux et monuments

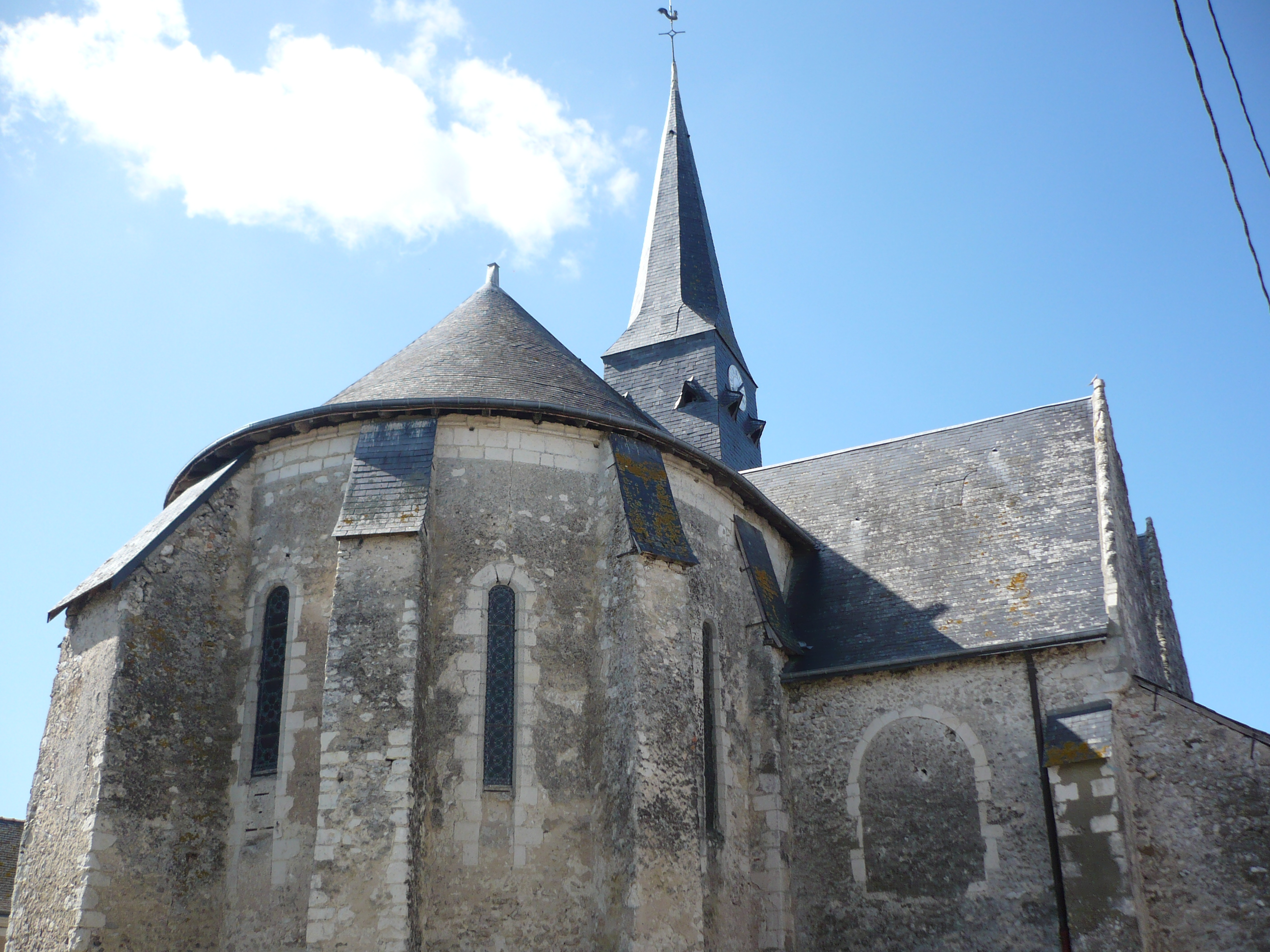
Église de Chigné.

Bâtiments inscrits aux monuments historiques :
- l'église Saint-Pierre-Saint-Paul, des XIe, XIIe, XVe et XVIe siècles, Monument historique classé par arrêté du 3 mai 1974 (PA00109050)[39] ;
- le menhir et dolmen de l'Aurière, du Néolithique, Monument historique classé par arrêté du 1er juillet 1983 (PA00109051)[15].

Autres ouvrages inscrits à l'inventaire général du patrimoine culturel :
- l'ensemble fortifié, du XIe ou XIIe siècle, dont ne subsistent que la motte et les douves ;
- plusieurs maisons et fermes, des XVIe, XVIIe, XVIIIe et XIXe siècles ;
- le manoir le Bien, des XVe et XVIIe siècles.

Autres lieux :
- le plan d'eau.

### Personnalités liées à la commune
Mathurin Ier de Rougé des Rues (mort en 1596), chevalier de la maison de Rougé, châtelain de Chigné au XVIe siècle.

## Pour approfondir